# Абрамов, Анатолий Петрович (учёный)
Анатолий Петрович Абрамов (20 мая 1919, Вольск, Саратовская губерния — 15 августа 1998) — советский, российский учёный, инженер-механик, один из ведущих специалистов по наземному оборудованию ракетно-космической техники Советского Союза, дипломат, доктор технических наук, профессор, лауреат Ленинской премии, соратник Сергея Павловича Королёва.

## Биография
Родился 20 мая 1919 года в городе Вольск Саратовской губернии.
Анатолий Петрович закончил МВТУ в конце 1942 года. С января 1943 года начал работать в ЦАКБ (Центральное Артиллерийское Конструкторское Бюро), образованное под руководством Иванова И.И. и Грабина В.Г. в Калининграде в августе 1942 года по постановлению Правительства и ГКО СССР. С января 1945 года по февраль 1947 года находился в дипломатической командировке в Турции.    В июле 1947 года Анатолий Петрович пришёл на работу в ОКБ-1 при НИИ-88, которым руководил Сергей Павлович Королёв.
С 1947-го по 1961 год он являлся инженером, старшим инженером-конструктором, начальником группы, заместителем начальника отдела, исполняющим обязанности начальника отдела, начальником отдела № 7 (отдела наземного оборудования). С января 1954 года Анатолий Петрович руководил разработкой стартовой установки Р-11ФМ, предназначенной для пуска ракет из шахт подводных лодок, находящихся во время пуска в надводном положении. В 1959 году А. П. Абрамов стал кандидатом технических наук. С 1964 года по 1980 год Анатолий Петрович Абрамов работал заместителем главного конструктора, руководителем комплекса, заместителем главного (генерального) конструктора — руководителем комплекса № 6 ЦКБЭМ наземного оборудования и экспериментальной отработки. В 1969 году становится доктором технических наук. А. П. Абрамов — участник работ по созданию наземных комплексов, в том числе технических и стартовых позиций, экспериментальных установок для первых отечественных баллистических ракет дальнего действия, межконтинентальных баллистических ракет, (включая ракеты Р-7, Р-9 и Р-9А), ракет-носителей космического назначения на основе модификаций ракеты Р-7, а также по обеспечению испытаний этих ракет. В связи с работами по созданию первой долговременной орбитальной станции Салют-1 приказом по предприятию от 4 февраля 1970 года Анатолий Петрович был назначен на должность руководителя работ по наземным комплексам, технической позиции и заправочному оборудованию. С 1985 года и до ухода на заслуженный отдых в 1995 году он являлся научным руководителем тематического направления, старшим научным сотрудником, научным консультантом Ракетно-космической корпорации «Энергия» имени С. П. Королёва.
Он являлся руководителем работ по созданию и эксплуатации наземных комплексов 8К98, а также комплексов проекта Н-1 — Л-3. Анатолий Петрович кроме инженерной и научной работы вёл и преподавательскую деятельность. Будучи основателем и первым заведующим кафедры по стартовым комплексам и испытаниям Московского авиационного института, на протяжении двадцати лет являясь профессором, читал лекции на этой кафедре.
С 1981 года — научный консультант НПО «Энергия» Министерства общего машиностроения СССР. Автор более 100 научных работ, 22 авторских свидетельств на изобретения.
Анатолий Петрович Абрамов скончался 15 августа 1998 года. Похоронен на 47-м участке Невзоровского кладбища (Московская область, Пушкинский район, недалеко от города Ивантеевки).

## Награды
За достигнутые результаты в профессиональной деятельности А. П. Абрамов награждён:
- Медалью за доблестный труд в ВОВ 1941—1945 гг. — 1946 г.
- Орденом Трудового Красного Знамени — 1956 г.
- Орденом Ленина — за первый спутник Земли — 1957 г.
- Орденом Трудового Красного Знамени — 1961 г.
- Ленинской премией — 1970 г.
- Орденом Трудового Красного Знамени — 1976 г.
- Медалью «Ветеран труда».
- Юбилейной медалью «За доблестный труд (За воинскую доблесть). В ознаменование 100-летия со дня рождения Владимира Ильича Ленина».
- Другими медалями.